# Ekaterina Ilina
Ekaterina  Ilina (Toliatti, 7 de marzo de 1991) es una jugadora de balonmano rusa. Ha conseguido dos medallas olímpicas. 